# Nissan Skyline R34 GTR
GTR predstavlja ikonu japanskog motor-sporta. Nakon lansiranja objavljen je u mnogim svjetskim časopisima, pa i vrlo cijenjenom Wheels. Proglašen kao superiorni nad mnogim europskim ikonama tipa Porsche 911, Ferrari Testarossa, s mnogo nižom cijenom. Skylineovi konkurenti u Japanu su Toyota Supra RZ, Honda NSX Type R, Mitsubishi Lancer EVO, Subaru Impreza WRX STi, Mazda RX-7/RX-8 itd. 

## Koncept
Nakon otkazivanja lansiranja GTR 1973., Nissan ponovno baca oko na GTR 1989. U vrijeme dok se Nissan natjecao u Grupi A utrka, s 1988 Nissan Skyline GTS-R (turbom pogonjeni RWD), Nismo (Nissanov motorsport odjel) je želio GTS-R odvesti u mirovinu i potruditi se oko drugog konkurentnijeg auta. Nissan Skyline R32 šasija je upravo dizajnirana i izabrana kao osnova za izgradnju novog auta za utrkivanje u Grupi A. Nismo je dizajnirao novi R32 Grupa A Skyline koji treba imati 2350cc Straigh 6 turbom pogonjeni motor iz kojeg je trebao izvlačiti oko 600 KS koristeći RWD (rear wheel drive) pogon, drugim riječima pogon na zadnje kotače. Nakon problema s regulacijama u Grupi A, Nismo se odlucuje za AWD (all wheel drive) pogon, odnosno pogon na sve kotače. Taj sustav zvao se Atessa E-TS pro.

## 1995-1997 (R33)
GT-R33 napokon izlazi 1995. kao nasljednik R32 koji je jako dobro poznat u Japanu. Motor u 33-ci je bio skoro posve identičan s 32-om, koristio iste turbo-punjače, istu transmisiju, osim sinkronizacije koja je napravljena tako da bude malo jača. Osnovni model težio je 1540 kg. R33 je lansiran u siječnju 1995. s osnovnim modelom GTR i Vspec modelom. V-spec model tezio je 10 kg više i imao tvrđe i sportskije amortizere koji su rezultirali nižim podvožjem. U Vspec se također ugrađivao i Atessa-ETS pro AWD sustav koji je uključivao aktivniji diferencijal. V-spec je podrazumijevao i ABS (anti breaking system) sustav. 
U isto vrijeme dok je izlazio GTR i GTR V-spec model, izalzi i R33 GTR V-spec N1 model. Ovaj model predstavlja spartansku verziju Skyline-a: nema ABS-a, klime, audio sustava, zadnjeg brisača i tapeciranog prtljažnika. 
Trećeg studenog 1997. izlazi novi model, 400R, gdje je "R" značilo "Racing". Ovaj model predstavljao je preradu Nismo-a, ugrađivan tunirani RB26DETT motor; polirani kilpovi, nadograđen ispušni sustav te novi turbo sustav s novim intercoolerima. Izvlačio oko 450 KS i postizao max. brzinu od 320 kmh. 

## 1999-2002 (R34)
Nissan Skyline R34 je pušten u prodaju u siječnju 1999. godine i bio je kraći od prethodnog modela s još kraćim međuosovinskim razmakom. RB26DETT, koji je ugrađivan u R33, kod ovog je modela pretrpio manje promjene; Valvetrain sustav s većim ventilima. Ventili su prekriveni ovaj put crvenom, a ne uobičajnom crnom bojom. 
Novost kod ovog modela je 5.8 LCD multifunkcionalni monitor u sredini instrument table. Pokazivao je sedam različitih obavijesti o radu motora, kao što je pritisak na turbo-punjačima, temperatura ulja i vode itd. 
Kao i R33 i R34 Vspec model je posjedovao Atessa ETS-pro sustav s tvrđim ovjesom i manjim razmakom od podvožja do tla. Vspec model uključivao je i prednji plastični difuzor zraka te zadnji difuzor izrađen od karbonskih vlakana sto mu je omogućavalo bolju aerodinamiku. 
Drugi specijalni model R34 je Mspec, slican Vspec modelu s mekšim ovjesom i kožom u unutrašnjosti. 
Kao i za prethodne generacije i ovaj put izlazi R34 GTR N1, iste specifikacije kao i prethodnici. Napravljeno je svega 45 N1 modela od toga 12 ih je Nismo koristio u Super Taikyu utrakama, a o statak je prodan raznim timovima i tuning garažama. 
U kolovozu 2000. Nissan izdaje novi Vspec II model. Imao je još tvrdji ovjes, haubu od karbona koja je lakša od aluminijske koja je ugrađivana u sve dotadašnje GTR modele. Razlika je također i u boji središnjeg dijela interijera koji je tamniji o odnosu na ostale. Vspec II dobio je i nova crna sjedala. 
U veljači 2002. Nissan lansira najnoviji model nazvan Nür. Prodavao se u dva različita modela: Skyline GTR Vspec II Nür i Skyline GTR Mspec Nür. Ime dobio po slavnoj stazi u Njemačkoj Nürburgring. U novi model je ugrađivan poboljšani RB26DETT motor baziran na N1 trkaćem modelu korišten od strane NIsmoa i Motorsporta. Druga razlika je i u unutrašnjosti i to na instrument tabli gdje primjećujemo novi mjerač brzine koji odbrojava do 300 km/h. 

## Supkulturna popularnost
Skyline GTR je veoma popularan auto u street-racing svijetu, posebice u SAD-u gdje glasi kao jedan od najboljih import tunera. GTR smo vidjeli i u popularnom filmu 2Fast 2furious te u specijalnom izdanju ovog filma. Susrećemo ga u mnogim simulacijama vožnje poput Gran Turismo, Need For Speed Underground 1 i 2, Need For Speed Pro Street, Need For Speed Undercover, Juiced, Street Racing Syndicate...

## Vanjske poveznice
- http://www.nismo.co.jp/
- http://www.nissanusa.com/09gt-r/  Arhivirana inačica izvorne stranice od 13. svibnja 2007. (Wayback Machine)
- http://www.gtr-tech.com/
- http://www.japtuning.ch/  Arhivirana inačica izvorne stranice od 11. veljače 2007. (Wayback Machine)